# واين أوتس
واين أوتس (بالإنجليزية: Wayne Oates)‏ هو عالم نفس أمريكي، ولد في 24 يونيو 1917 في كارولاينا الجنوبية في الولايات المتحدة، وتوفي في 21 أكتوبر 1999.